# Bethany (Connecticut)
Bethany è un comune di 5.473 abitanti degli Stati Uniti d'America, situato nella Contea di New Haven nello Stato del Connecticut.